# Ilhéus Evangelistas
Os ilhéus Evangelistas (em castelhano:  islotes Evangelistas) são um arquipélago composto por quatro pequenos ilhéus rochosos e desabitados, situados ao largo da plataforma continental do Chile, a 30 km a noroeste do extremo ocidental do estreito de Magalhães, no sudeste do oceano Pacífico. Os quatro ilhéus são Lobos, Elcano, Pan de Azúcar, e Grande, que é o maior e que atinge 60 metros de altitude. Estão expostos a fortes ventos e mares revoltosos, encontrando-se sob jurisdição da Marinha Chilena que aí mantém o Farol Evangelistas. Este foi construído em 1896 pelo engenheiro escocês George Henry Slight.
Nos ilhéus há importantes colónias de albatroz-de-sobrancelha.